# Victoria Park (Buckie)
Victoria Park ist ein Fußballstadion in Buckie, Schottland. Es ist das Heimstadion von Buckie Thistle. Die Kapazität beträgt 5000, davon sind 400 Sitzplätze. Der Zuschauerrekord liegt bei 8168, datierend aus dem Jahr 1958. Das Stadion wurde 1920 gebaut.